# Giocatore di carte

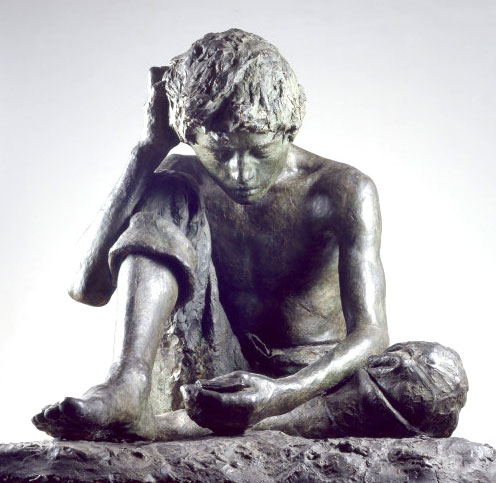

Il giocatore di carte è una scultura realizzata da Vincenzo Gemito, è una terracotta con innesti di gesso patinata a finto bronzo, forse la prima delle sue statue

## Storia
Fu eseguita da Vincenzo Gemito nel suo primo studio di Sant'Andrea delle Dame, dove lavorava anche Antonio Mancini, riprendeva dal vero in cambio di pochi soldi, gli adolescenti dei vicoli napoletani. Era ancora giovane Gemito quando eseguì quest'opera, che esprime la sua innovata capacità di cogliere nella realtà quanto vi è di essenziale e significativo, la sua predisposizione ad avvicinarsi alla natura in maniera libera e spontanea e a saper vedere le cose così come sono. La simpatia e la pietà che provava verso questo modello (in questo caso il giocatore di carte), uno dei tanti che aveva la sua stessa origine, e che con lui aveva attraversato le piazze assolate e i vicoli bui e diviso miseria ed espedienti, si riversa in questa statua che coinvolge il mondo dei sentimenti ma che , in tempi di verismo sociale, rifuggono sia dalle note patetiche che dalle denunce polemiche. Egli infatti dopo esser stato allievo di Stanislao Lista attingeva proprio dagli ambienti diseredati della città napoletana spunti narrativi per esprimere con spontaneità la "realtà umana", animata da energici contrasti, superando ogni intenzionale denuncia sociale. È qui raffigurato, mentre gioca a carte accovacciato per terra, un tipico scugnizzo, di quelli che l'artista incontrava nei vicoli del "centro storico" dove lui stesso viveva: la mano nei capelli denuncia con grande vivacità espressiva tutto un mondo di emozioni, di turbamenti, di tensioni al di là dell'atteggiamento apparentemente tranquillo, al punto che la scultura sembra riassumere il "compendio chiaro e definito dell'arte sua", quasi... "la somma di tutte le sue intenzioni e..gli accenti che l'hanno resa così particolare".
L'opera fu presentata alla Promotrice del 1870 col titolo: Il vizio -Statua in terra cotta (sic). Ho la scomunica! dove fu acquistata dalla Casa Reale per lire cinquecento e destinata alla galleria di Capodimonte; la scultura compare poi, nell'Inventario del 1874 e poi in quello delle Opere di Privata Spettanza del Re col titolo: Un giovane Lazzaro napoletano (Il Giuocatore).
Durante l'ultimo conflitto la scultura in gesso patinato si frantumò del tutto le l'esplosione di una bomba caduta nei pressi di Capodimonte, e nel 1957 fu ricomposta e restituita alla fruizione del pubblico (Napoli 1960).